# Бойко Микола Юрійович
Мико́ла Ю́рійович Бо́йко — солдат Збройних Сил України, учасник російсько-української війни, який загинув під час російського вторгнення в Україну. Повний кавалер ордена «За мужність».

## Життєпис
Загинув 9 червня 2022 року в боях з російськими окупантами під час російського вторгнення в Україну поблизу с. Новоселівки на Луганщині.

## Нагороди
- орден «За мужність» I ступеня (21.07.2022) (посмертно) — За особисту мужність і самовіддані дії, виявлені у захисті державного суверенітету та територіальної цілісності України, вірність військовій присязі.
- орден «За мужність» II ступеня
- орден «За мужність» III ступеня (27.06.2015) — За особисту мужність і високий професіоналізм, виявлені у захисті державного суверенітету та територіальної цілісності України, вірність військовій присязі.